# Мейер, Ян (футболист)
Йоаннес Хенрикюс Корнелис (Ян) Мейер (нидерл. Joannes Henricus Cornelius "Jan" Meijer; 18 декабря 1926, Лон-оп-Занд — 8 ноября 2012, Тилбург) — нидерландский футболист, игравший на позиции центрального нападающего. Наиболее известен как игрок клуба НОАД из Тилбурга — является лучшим бомбардиром клуба в истории Эредивизи, забив 57 голов в 93 матчах чемпионата. Выступал также за команду ЛОНГА.

## Клубная карьера

### НОАД
Мейер дебютировал за футбольный клуб НОАД из Тилбурга в сезоне 1954/55. Первые голы в чемпионате Нидерландов 29-летний нападающий забил 2 января 1955 года в матче с роттердамским «Фейеноордом». На 20-й минуте Ян открыл счёт, забив с близкого расстояния, а на 61-й минуте игры оформил дубль после сольного прохода. За двадцать минут до окончания поединка гости смогли отквитать один мяч усилиями ван дер Хейдена, но хозяева поля смогли довести матч до победы. В следующем туре он отметился победным голом в гостях против «Харлема» — 0:1. 23 января в городе Керкраде на стадионе «Калхейде» его команда сыграла с местным «Рапидом» — встреча проходила при неблагоприятных погодных условиях при густом тумане. Счёт в игре был открыт Мейером на 12-й минуте, но ещё до перерыва Ханнеман сравнял счёт. На 72-й минуте после углового Янссен вывел «Рапид» вперёд, а за четыре минуты до конца Ханнеман забил третий мяч. Ян выделялся на поле, был очень подвижен и опасен, но не реализовал несколько голевых моментов у ворот «Рапида». В последнем матче января он отличился голом в домашней игре против клуба Гермес ДВС. 22 мая в домашней встрече с «Рапидом» нападающий сделал хет-трик — всего за сезон он отметился 10 голами в чемпионате. По итогам переходного сезона НОАД занял 9-е место, набрав 26 очков в группе C чемпионата, которое позволяло со следующего сезона участвовать в следующем переходном турнире, однако идентичное количество очков набрал «Харлем», поэтому между ними был проведён дополнительный матч в Роттердаме. Встреча состоялась 3 июля на стадионе «Де Кёйп» и завершилась со счётом 3:4 в пользу НОАД — Мейер стал автором победного гола.
Первый матч в чемпионате Нидерландов сезона 1955/56 Мейер провёл 28 августа 1955 года против амстердамского «Аякса», матч закончился со счётом 1:2 в пользу «красно-белых». В следующем туре Ян открыл счёт своим голам в чемпионате, забив мяч во втором тайме против «Стормвогелса» — встреча завершилась победой НОАД со счётом 1:2. В переходном сезоне его команда заняла 9-е место в группе А чемпионата и по итогам стыковых матчей получила право выступать в новом турнире — Эредивизи, едином чемпионате страны.
В новом чемпионате Ян провёл первую игру 2 сентября 1956 года против клуба БВК Амстердам и отличился голом на 68-й минуте матча — на стадионе «Индюстристрат» тилубргцы уступили гостям со счётом 1:3. 11 ноября дубль Мейера принёс его команде победу в гостях над «Элинквейком». 10 марта 1957 года он оформил хет-трик на выезде с «Рапидом». Всего нападающий провёл в чемпионате 34 матча и забил 19 голов, став лучшим бомбардиром клуба — НОАД в первом в истории сезоне Эредивизи занял 12-е место. За три сезона в Эредивизи Мейер забил 57 голов в 93 матчах.

### ЛОНГА
В августе 1959 года он перешёл тилбургский клуб ЛОНГА. В новой команде дебютировал 13 сентября в матче второго дивизиона против клуба ЭБОХ, и сразу отметился забитым голом с пенальти. В следующем туре отметился дублем в ворота «Харлема», принеся своей команде ничью на выезде. В шестом туре Ян забил два гола в матче с НЕК, но хозяева поля смогли уйти от поражения — 2:2. В дебютном сезоне его команда заняла 7-е место в группе A чемпионата второго дивизиона. В июле 1960 года нападающий был выставлен на трансфер, но в межсезонье команду не покинул.
Счёт своим голам в новом сезоне Мейер открыл 4 сентября 1960 года в матче шестого тура против «Велокса», забив в каждом тайме по голу, а в следующем туре 11 сентября стал автором хет-трика в матче с «Зейстом». По итогам сезона ЛОНГА заняла 9-е место в чемпионате второго дивизиона.
В 1964 году Мейер завершил игровую карьеру в возрасте 38 лет.

## Личная жизнь
Ян родился в декабре 1926 года в городе Лон-оп-Занд. Отец — Корнелис Мейер, был родом из Неймегена, мать — Якоба Мария Лигтенберг, родилась в Лон-оп-Занде. Помимо Яна, в их семье было ещё семеро детей — четверо сыновей и трое дочерей.
Умер в ноябре 2012 года в возрасте 85 лет в городе Тилбург.

## Статистика по сезонам
| Клуб | Сезон   | Чемпионат Нидерландов | Чемпионат Нидерландов | Кубок Нидерландов | Кубок Нидерландов | Итого | Итого |
| Клуб | Сезон   | Игры                  | Голы                  | Игры              | Голы              | Игры  | Голы  |
| ---- | ------- | --------------------- | --------------------- | ----------------- | ----------------- | ----- | ----- |
| НОАД | 1954/55 | ?                     | 10                    |                   |                   | ?     | 10    |
| НОАД | 1955/56 | ?                     | ?                     |                   |                   | ?     | ?     |
| НОАД | 1956/57 | 34                    | 19                    | ?                 | 1                 | 34    | 20    |
| НОАД | 1957/58 | 32                    | 20                    | ?                 | 1                 | 32    | 21    |
| НОАД | 1958/59 | 27                    | 18                    | ?                 | 1                 | 27    | 19    |
| НОАД | Итого   | 93+                   | 67+                   | ?                 | 3                 | 93+   | 70+   |